# Saint-Cyr-la-Campagne
Saint-Cyr-la-Campagne település Franciaországban, Eure megyében. Lakosainak száma 429 fő (2022. január 1.). Saint-Cyr-la-Campagne Elbeuf és Saint-Pierre-lès-Elbeuf községekkel határos.

## Népesség
A település népessége az elmúlt években az alábbi módon változott:
| Lakosok száma | 273  | 364  | 404  | 402  | 414  | 421  | 427  | 435  | 433  | 429  |
|               | 1968 | 1982 | 1990 | 2006 | 2013 | 2015 | 2017 | 2019 | 2020 | 2022 |